# Horikawa
Pour les articles homonymes, voir Horikawa (homonymie).
Horikawa (堀河天皇, Horikawa Tennō, 8 août 1079 – 9 août 1107) était le 73e empereur du Japon, selon l'ordre traditionnel de la succession, et a régné nominalement de 1087 à sa mort, le pouvoir étant dans les faits exercé par son père, l'empereur retiré Shirakawa. Son nom personnel était prince Taruhito (善仁).

## Biographie
Horikawa devient prince héritier le 5 janvier 1087, son père abdiquant le jour même où son fils est nommé prince héritier. Le kampaku de son père, Fujiwara no Morozane devient alors sesshō, mais Shirakawa garde en fait le pouvoir en tant qu'empereur retiré. Quant à Horikawa, il occupe son règne à l'étude, le tanka et la musique. Lorsque son impératrice-consort (kōgō) meurt, leur fils, le prince impérial Munehito, qui est devenu prince héritier (et est le futur empereur Toba) est emmené pour être élevé par son grand-père Shirakawa.
Horikawa (qui doit ce nom posthume à un quartier de Kyoto où il a une résidence) meurt à l'âge de 28 ans, son fils Toba lui succédant alors sur le trône.

Le kiri -- des emblèmes décoratifs de la famille de Hosokawa, y compris les empereurs de Hosokawa comme Horikawa-tennō, doivent être trouvés au temple de Ryoan-ji.

Horikawa mourut en 1107 ; et il est enterré parmi les « sept tombeaux impériaux » au temple de Ryoan-ji à Kyoto.  Le monticule qui commémore l'empereur Horikawa est aujourd'hui appelé « Kinugasa-yama ». L'endroit de l'enterrement de Horikawa aurait été tout à fait humble dans la période après que l'empereur mourut. Ces tombeaux ont atteint leur état d'aujourd'hui après la restauration des sépulcres impériaux qui ont été commandés par l'empereur Meiji.

## Généalogie
Horikawa était le fils de l'empereur Shirakawa et de Fujiwara no Kenshi (藤原賢子), fille adoptive de Fujiwara no Morozane. Il eut plusieurs enfants, dont le futur empereur Toba.

### Impératrices et consorts
- Princesse Tokushi (Atsuko), sa tante paternelle, née en 1060, 5e fille de l'empereur Go-Sanjō et de Fujiwara no Moshi, impératrice (chūgū) en 1092, morte en 1114,
- Fujiwara no Ishi, née en 1076, fille de Fujiwara no Sanesue, entrée au palais le 24 octobre 1098, épouse impériale (nyogo) 1099, impératrice douairière posthume (kotaigo) 1108, morte en 1103 dont :
  - Princesse Soshi (1099-1162, princesse vestale de Kamo de 1123 à 1126,
  - Premier fils : Prince Munehito, né en 1103 (empereur Toba),
- une fille de Minamoto no Akifusa (fils de Minamoto no Morofusa (Murakami genji)), surnommée Jokyoden, dame du palais (nyobo),
- autres enfants :
  - second fils : Prince Kangyo ° 1103 + 1159, moine bouddhiste,
  - troisième fils : Prince Saiun ° 1105 + 1162, moine bouddhiste, prince impérial prêtre (Ho Shinno) 11 IV 1158,
  - seconde fille : Princesse Kishi° av 1107 + ap 1155, princesse vestale d’Ise 1153-1155.

## Ères de son règne
- Ère Ōtoku
- Ère Kanji
- Ère Kahō
- Ère Eichō
- Ère Jōtoku
- Ère Kōwa
- Ère Chōji
- Ère Kajō